# Pamela Reiter
Pamela Reiter Landa (6 de junio de 1981, Monterrey, Nuevo León, México) es una modelo y actriz mexicana de teatro, televisión y cine. 

## Biografía
Estudió Psicología Organizacional en el TEC de Monterrey, al terminar su carrera se fue a vivir a la Ciudad de México donde empezó a modelar y fue ahí donde le ofrecieron la oportunidad de hacer un casting para la película Déficit dirigida y protagonizada por Gael García y fue ahí cuando comenzó su carrera de actuación. 
En 2008, protagoniza a lado de Verónica Castro y Alejandro Nones el cortometraje En la oscuridad producido por Maximiliano Villegas. Protagoniza el episodio "El anzuelo" de la serie Tiempo final.
En 2009, participa en el episodio "Soledad, cautiva" de Mujeres asesinas y en el episodio "Tiempos difíciles" de Hermanos y detectives. Además protagoniza la serie Glam Girls de Telehit.
En 2010, estrena las película La última y nos vamos y Volvo en un minuto.
En el 2012 participa en algunos capítulos de la serie de Argos Televisión, El albergue, como Reyna.

## Filmografía
| Cine                 | Cine                  | Cine           | Cine |
| Año                  | Película              | Papel          |      |
| -------------------- | --------------------- | -------------- | ---- |
| 2007                 | Déficit               | Mariana        |      |
| 2008                 | En la oscuridad       |                |      |
| 2010                 | La última y nos vamos | Sofía          |      |
| 2010                 | Volvo en un minuto    |                |      |
| Series de Televisión |                       |                |      |
| Año                  | Programa              | Papel          |      |
| 2009                 | Mujeres asesinas      | Prisionera     |      |
| 2009                 | Hermanos y detectives |                |      |
| 2009                 | Glam Girls            | Alexa Lombardi |      |
| 2009                 | El albergue           | Reyna          |      |